# Église Saint-Léonard de Bagneaux-sur-Loing
L’église Saint-Léonard est un édifice religieux catholique situé à Bagneaux-sur-Loing, en France.

## Situation et accès
L’édifice est situé dans la rue Saint-Laurent, au sud du village de Bagneaux-sur-Loing. Plus largement, il se trouve dans le département de Seine-et-Marne, en région Île-de-France.